# Ilie Șteflea
Ilie Șteflea, romunski general, * 1886, † 1946.